# Medalla del Parlamento de Cantabria
La Medalla de Reconocimiento del Parlamento de Cantabria, conocida simplemente como Medalla del Parlamento de Cantabria, es una condecoración civil española, la distinción más elevada otorgada por el órgano legislativo de esa comunidad autónoma. Es entregada a personas e instituciones por el Parlamento de Cantabria y tiene por objeto recompensar aquellos méritos que en esta institución hayan sido considerados excepcionales o extraordinarios. La normativa reguladora de la concesión de la Medalla de Reconocimiento del Parlamento de Cantabria, aprobada por la Mesa de esta asamblea el 22 de noviembre de 1996, es la disposición que establece el procedimiento para su entrega y la descripción de su insignia. Esta medalla, que cuenta con una única modalidad, es propuesta por la Junta de Portavoces del Parlamento, otorgada por el Pleno de esta institución por mayoría de al menos dos terceras partes de sus miembros, e impuesta por su presidente durante la ceremonia en la que se conmemora el aniversario de su Estatuto de Autonomía, que entró en vigor el 1 de febrero de 1982.
Su insignia consiste en una medalla maciza de forma circular y fabricada en oro con una longitud de 60 milímetros de diámetro y un grosor de dos milímetros. En su anverso aparece reproducido en relieve la fachada del antiguo Hospital de San Rafael, actualmente sede el Parlamento. En su reverso, situado en su parte central, figura el escudo de Cantabria, realizado en esmalte y sobre este el nombre completo de la persona o entidad condecorada y, debajo,  la leyenda «CANTABRIA». Si su titular es una persona, la porta sobre su cuello, sujeta con una hebilla pendiente de un cordón doble, trenzado, realizado en seda con los colores blanco y rojo, que son los que figuran en la bandera autonómica. La insignia principal va acompañada de otra idéntica,  de menor tamaño tipo miniatura, y un diploma acreditativo.

## Lista de galardonados
Los distinguidos con esta medalla hasta el momento son los siguientes:
- Adolfo Suárez (1998).[1][2]
- Hospital Universitario Marqués de Valdecilla (2005).
- Diócesis de Santander (2005).[3]
- Ciudad de Santander (2006).[4]
- Universidad Internacional Menéndez Pelayo (2007).[5]
- Severiano Ballesteros (2009).[6]
- Universidad de Cantabria (2010).[7]
- Fundación Botín (2011).[8]